# Rockliffe Fellowes

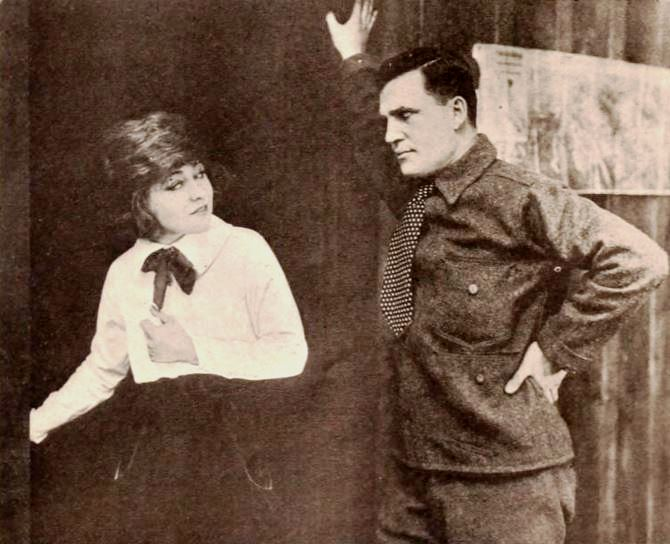
Escena de The Man Hunt (1918), con Ethel Clayton y Rockliffe Fellowes

Rockliffe Fellowes (17 de marzo de 1883-28 de enero de 1950) fue un actor cinematográfico canadiense, cuya carrera transcurrió principalmente en la época del cine mudo, y que probablemente es más conocido por su papel del gánster Joe Helton en el film de los Hermanos Marx Pistoleros de agua dulce (1931).

## Biografía
Nacido en Ottawa (Ontario, Canadá), se dedicó durante unos años a los negocios, pero finalmente decidió abandoner esa actividad y en 1907 se hizo actor teatral. Más adelante debutó en el cine, y encarnó al héroe en la película de Raoul Walsh rodada en 1915 Regeneration.
Rockliffe Fellowes se retiró de la interpretación en 1934, y falleció en Los Ángeles, California, en 1950, a causa de un infarto agudo de miocardio. Tenía 66 años de edad. Había estado casado con la actriz Lucile Watson.

## Filmografía
- 1915 : Regeneration, de Raoul Walsh
- 1916 : Where Love Leads
- 1917 : The Bondage of Fear
- 1917 : The Web of Desire
- 1917 : Man's Woman
- 1917 : The Easiest Way
- 1918 : The Wasp
- 1918 : The Man Hunt
- 1918 : Friend Husband
- 1918 : The Panther Woman
- 1920 : The Cup of Fury
- 1920 : In Search of a Sinner
- 1920 : Yes or No
- 1920 : The Point of View
- 1920 : Pagan Love
- 1921 : The Price of Possession
- 1921 : Bits of Life
- 1922 : Island Wives
- 1922 : The Strangers' Banquet
- 1923 : The Remittance Woman
- 1923 : Trifling with Honor
- 1923 : Penrod and Sam
- 1923 : The Spoilers, de Lambert Hillyer
- 1923 : Boy of Mine
- 1924 : Flapper Wives
- 1924 : Borrowed Husbands
- 1924 : Missing Daughters
- 1924 : The Signal Tower
- 1924 : Cornered
- 1924 : The Border Legion
- 1924 : The Garden of Weeds, de James Cruze
- 1925 : East of Suez, de Raoul Walsh
- 1925 : Déclassé
- 1925 : The Golden Princess
- 1925 : Without Mercy
- 1925 : Rose of the World
- 1925 : Counsel for the Defense
- 1926 : Rocking Moon
- 1926 : The Road to Glory
- 1926 : Silence
- 1926 : Honesty - The Best Policy
- 1926 : Syncopating Sue
- 1926 : The Third Degree
- 1927 : The Taxi Dancer, de Harry F. Millarde
- 1927 : The Understanding Heart, de Jack Conway
- 1927 : The Satin Woman
- 1927 : The Crystal Cup
- 1929 : The Charlatan
- 1930 : Outside the Law
- 1931 : The Vice Squad
- 1931 : Pistoleros de agua dulce
- 1931 : Ladies of the Big House
- 1932 : Hotel Continental
- 1932 : Huddle
- 1932 : The All-American
- 1932 : Renegades of the West
- 1932 : Lawyer Man
- 1932 : 20,000 Years in Sing Sing
- 1933 : The Phantom Broadcast
- 1933 : Rusty Rides Alone
- 1933 : The Silk Express
- 1934 : Back Page